# Интинский район
Интинский район — административно-территориальная единица в составе Коми АССР, существовавшая в 1953—1963 годах. Административный центр до 1955 года — пгт Верхняя Инта, затем — город Инта.

## Население
По данным переписи 1959 года в Интинском районе проживало 21 224 чел..

## История
Интинский район был образован 12 ноября 1953 года из части территории Кожвинского района.
По данным на 1954 год район включал 5 сельсоветов и 5 посёлков городского типа — Абезь, Верхняя Инта, Елецкий, Инта и Хановей.
В 1957 году северо-восточная часть района была передана в административное подчинение городу Воркуте.
1 февраля 1963 года Интинский район был упразднён, а его территория передана в административное подчинение городу Инте.